# Raymonde de Laroche
Raymonde de Laroche (París, Francia, 22 de agosto de 1882-Le Crotoy, Francia, 18 de julio de 1919), cuyo verdadero nombre era Élise Léontine Deroche, fue una pionera aviadora francesa y la primera mujer que recibió una licencia de piloto.

## Biografía
Fue hija de un Marroquinero, Charles François Deroche. En su juventud se hizo actriz, para lo que usaba el nombre artístico "Raymonde de Laroche". La revista Flight añadió por equivocación el título de baronesa cuando escribió sobre su primer vuelo, y el falso título finalmente permaneció, por lo que se la conoce como Baronesa de Laroche. También tuvo un hijo, llamado André, hijo también del aviador Léon Delagrange.
La Baronesa de Laroche ya tenía experiencia como piloto de aerostatos cuando, en octubre de 1909, el aviador Charles Voisin la propuso que aprendiera a pilotar un aeronave de ala fija.
El 22 de octubre de 1909, De Laroche voló 270 m en Chalons, a 140 km al este de París, donde los hermanos Voisin realizaban sus maniobras. Ese vuelo de De Laroche se cita a menudo como el primero de una mujer al volante de una aeronave propulsada más pesada que el aire, es decir, que no fuera un globo. Sin embargo, hay pruebas que indican que Thérèse Peltier había volado el año anterior.

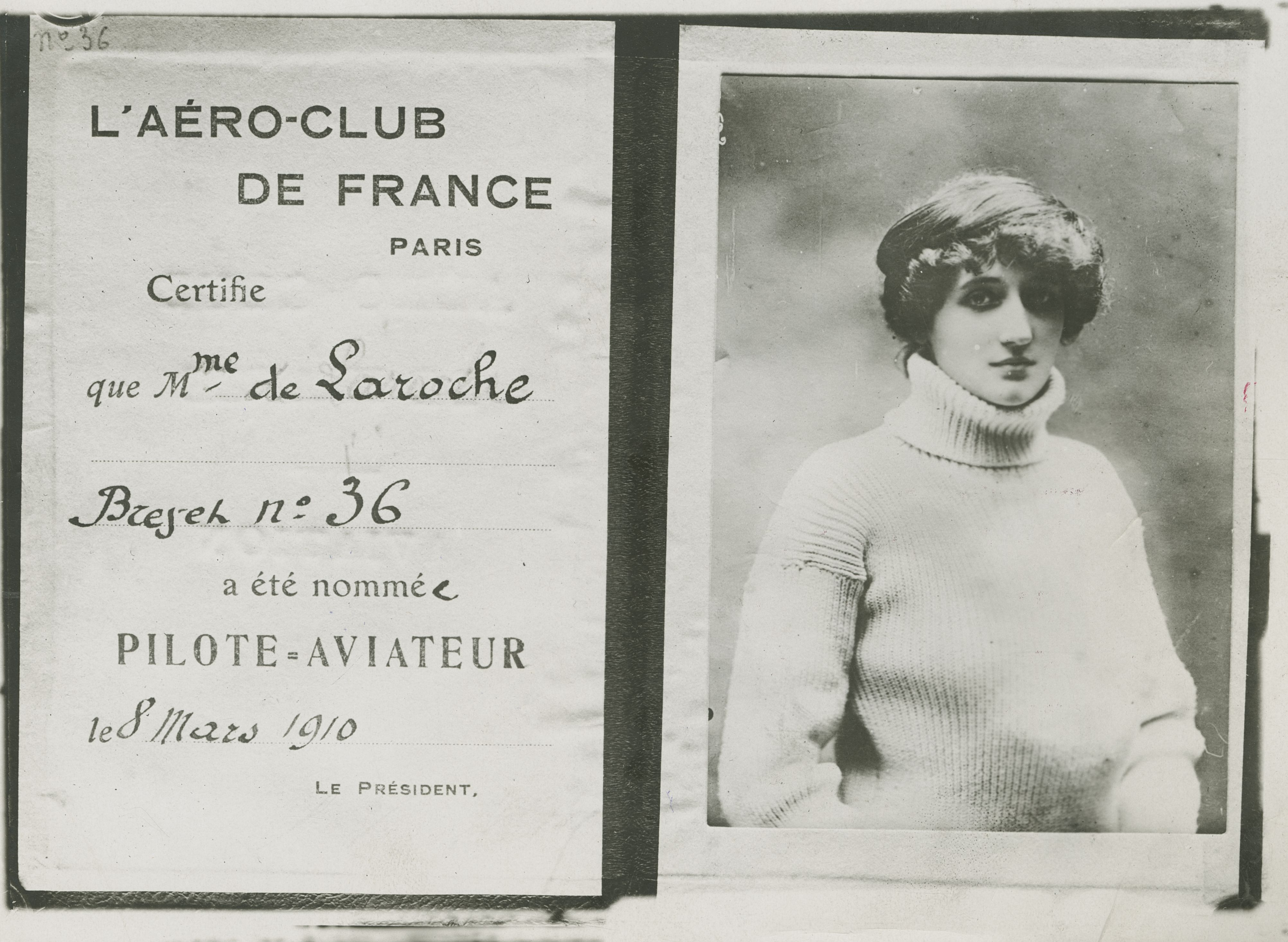
certificado de aviación

El 8 de marzo de 1910, el Aero-Club de Francia expidió su licencia n.º 36 de la Fédération Aéronautique Internationale, por lo que Raymonde de Laroche se convirtió en la primera mujer del mundo en recibir la licencia de piloto.
Algunas décadas más tarde, el periodista Harry Harper escribió que hasta el momento en que voló con el avión de los Voisin, nunca antes había volado, excepto una corta vez como pasajera. Cuando tomó los mandos por primera vez, Charles Voisin la prohibió intentar ningún vuelo, pero, después de dar un par de vueltas por el campo de vuelo despegó, elevándose a una altura de "unos diez o quince pies" y manejando el aparato «con precisión».
Aunque Gabriel Voisin escribiera «[...] mi hermano estaba completamente bajo el control de ella», la historia de De Laroche como una mujer obstinada que realizó un vuelo tras una escasa preparación y en contra de las órdenes de Charles Voisin es casi con seguridad una representación romántica de lo que en realidad sucedió. La revista Flight, una semana después del vuelo, publicó: «Durante algún tiempo, la baronesa ha recibido lecciones de from M. Chateau, el instructor de los Voisin, en Chalons, y el viernes de la semana pasada fue capaz de tomar los mandos por primera vez. Esta travesía inicial en el aire fue solamente un vuelo muy corto, y volvió a tierra firme tras 270 m». Eileen Lebow asimismo relata: «En el campo de los Voisin en Chalons, M. Chateau, un ingeniero de la compañía responsable de entrenar a nuevos pilotos, se hizo cargo de De Laroche, supervisado por Charles Voisin, quien ya había sido cautivado por sus encantos. [...] Sus primeros intentos mostraban aptitud: podía conducir el aparato por el campo de vuelo en línea recta, ser girada por un mecánico y volver a su punto de partida. A partir de entonces, progresó realizando pequeños botes. En su primer intento, revolucionó el motor de 50 CV y condujo a través del campo, giró hacia el viento, y con la máxima potencia volvió con rapidez a través del campo. De repente las ruedas se despegaron del suelo y continuó en el aire a lo largo de trescientos metros antes de posarse nuevamente sobre tierra. Se dio una gran ovación por parte del equipo en tierra, y  M. Chateau asintió con aprobación a su alumna».
De Laroche participó en exhibiciones aéreas en Heliópolis (El Cairo), San Petersburgo, Budapest y Ruan.
En julio de 1910, De Laroche se encontraba participando en una exhibición aérea en Reims. Lamentablemente, el 8 de julio su avión se estrelló, lo que le produjo graves lesiones. Sin embargo, dos años más tarde ya se había recuperado y pudo volver a volar. El 26 de septiembre de 1912 volvió a lesionarse, a causa del accidente de coche en el que falleció Charles Voisin.
El 25 de noviembre de 1913 ganó la Coupe Femina del Aéro-Club de France por un vuelo de larga distancia sin paradas de más de cuatro horas de duración. 
Durante la Primera Guerra Mundial, como volar era considerado demasiado peligroso para una mujer, sirvió como conductora militar, llevando a oficiales desde la retaguardia hasta el frente de batalla.
En junio de 1919, Raymonde de Laroche consiguió dos récords de aviación femeninos, uno de altitud a 4.800 m y otro de distancia, de 323 km.
Un mes después, el 18 de julio de 1919, De Laroche viajó al aeródromo de Le Crotoy, como parte de su plan para convertirse en la primera mujer en ser piloto de pruebas profesional. Copilotó un prototipo de aeronave, pero durante la maniobra de aterrizaje el avión entró en pérdida, por lo que chocó y murieron ambos ocupantes. Raymonde de Laroche tenía 36 años de edad.
En el aeropuerto de Le Bourget, en Francia, se puede ver una estatua dedicada a la Baronesa Raymonde de Laroche. En su casa natal en el número 61 de la Rue de la Verrerie, en París, se encuentra instalada una placa en su homenaje.